# Angelino Rosa
Angelino Rosa (Erechim, 6 de abril de 1928) é um político brasileiro.

## Vida
Filho de Ângelo Rosa e de Madalena de Cecco Rosa. Casou com Valeci Rosa.

## Carreira
Foi deputado à Assembleia Legislativa de Santa Catarina na 6ª legislatura (1967 — 1971) e na 7ª legislatura (1971 — 1975).
Foi deputado à Câmara dos Deputados na 45ª legislatura (1975 — 1979) e na 46ª legislatura (1979 — 1983), como suplente convocado.